# Waldemar Malak
Waldemar Malak (Gdańsk, 17 de julio de 1970-Wejherowo, 13 de noviembre de 1992) fue un deportista polaco que compitió en halterofilia.
Participó en los Juegos Olímpicos de Barcelona 1992, obteniendo una medalla de bronce en la categoría de 100 kg. Ganó una medalla de plata en el Campeonato Europeo de Halterofilia de 1992, en la misma categoría.
Falleció en 1992, a los 22 años, en un accidente de tráfico.

## Palmarés internacional
| Juegos Olímpicos   | Juegos Olímpicos    | Juegos Olímpicos  | Juegos Olímpicos |
| Año                | Lugar               | Medalla           | Categoría        |
| ------------------ | ------------------- | ----------------- | ---------------- |
| 1992               | Barcelona (España)  | Medalla de bronce | 100 kg           |
| Campeonato Europeo |                     |                   |                  |
| Año                | Lugar               | Medalla           | Categoría        |
| 1992               | Szekszárd (Hungría) | Medalla de plata  | 100 kg           |